# Parc Walckiers
Pour les articles homonymes, voir Walckiers.
 (juillet 2015).
Si vous disposez d'ouvrages ou d'articles de référence ou si vous connaissez des sites web de qualité traitant du thème abordé ici, merci de compléter l'article en donnant les références utiles à sa vérifiabilité et en les liant à la section « Notes et références ».
Le parc Walckiers (en néerlandais : Walckierspark) est un parc bruxellois de 4,5 ha situé au nord de Schaerbeek qui sert de refuge et de réservoir pour le biotope du nord-est de Bruxelles et, notamment, à une colonie de chauves-souris. C'est un site classé qui est géré depuis 2003 par l’Institut bruxellois pour la gestion de l'environnement.
Situé entre la rue Walckiers, la rue Chaumontel, l'avenue Zénobe Gramme et la gare de Schaerbeek-formation, il jouxte la réserve naturelle du Moeraske située à Evere.

Le parc Walckiers est sur le trajet de la promenade verte. Cette promenade verte est un parcours de plus de 60 km, destiné aux piétons et aux cyclistes, qui fait le tour de la Région de Bruxelles-Capitale en traversant de nombreux parcs et espaces de nature préservée.

## Histoire
Son nom vient du château érigé en 1765 à cet endroit par Adrien Ange Walckiers, grand bailli de Termonde et grand argentier des Pays-Bas autrichiens. Ce château a été détruit entre 1824 et 1826[réf. nécessaire]. Vers 1860, un nouveau château est édifié par Édouard Vandersmissen[réf. nécessaire]. 
Le parc est l'un des premiers jardin anglais du continent et certains éléments du jardin à l'anglaise datent de 1786.
En 1891, le domaine est racheté par la congrégation des sœurs de la Sainte-Famille. Une chapelle est rajoutée aux bâtiments[réf. nécessaire].
Aujourd'hui[Quand ?], ces bâtiments existent toujours et abritent l'Institut de la Sainte-Famille. Le domaine Walckiers a été classé le 13 novembre 2002 par la Région de Bruxelles-Capitale[réf. nécessaire].
Le parc, retourné à l'état sauvage, n'était accessible que sur visite guidée jusqu'à sa réouverture au public en octobre 2024 après 60 ans de fermeture.

## Biotopes
- des prairies parsemées d'arbustes
- une haute futaie
- deux vergers
- deux mares
- une prairie humide

## Faune
Gastéropode
- escargot de Bourgogne

Insecte
- vulcain

Oiseau
- bécasse des bois
- chouette hulotte
- gobe-mouche noir
- rossignol

Mammifère
- hérisson
- lérot
- rat des moissons
- renard

## Sources
- Le parc Walckiers sur cebe.be (Commission de l'Environnement de Bruxelles et Environs)
- Moeraske et Walckiers sur cebe.be